# Juan Carlos Arteche
Juan Carlos Arteche Gómez (født 11. april 1957, død 13. oktober 2010) var en spansk fodboldspiller (midterforsvarer).
Arteche startede sin klubkarriere hos Racing Santander, men skiftee i 1978 til Atlético Madrid, hvor han spillede de følgende 11, sæsoner. Han spillede over 300 ligakampe for Atlético inden sit karrierestop i 1989, og var med til at den spanske pokalturnering Copa del Rey med klubben i 1985.
For Spaniens landshold spillede Arteche fire kampe. Han debuterede for holdet 12. november 1986 i en EM-kvalifikationskamp på hjemmebane mod Rumænien.
Arteche døde i 2010, i en alder af blot 53 år, af leukæmi.

## Titler
Copa del Rey
- 1985 med Atlético Madrid

Supercopa de España
- 1985 med Atlético Madrid